# Weistropp

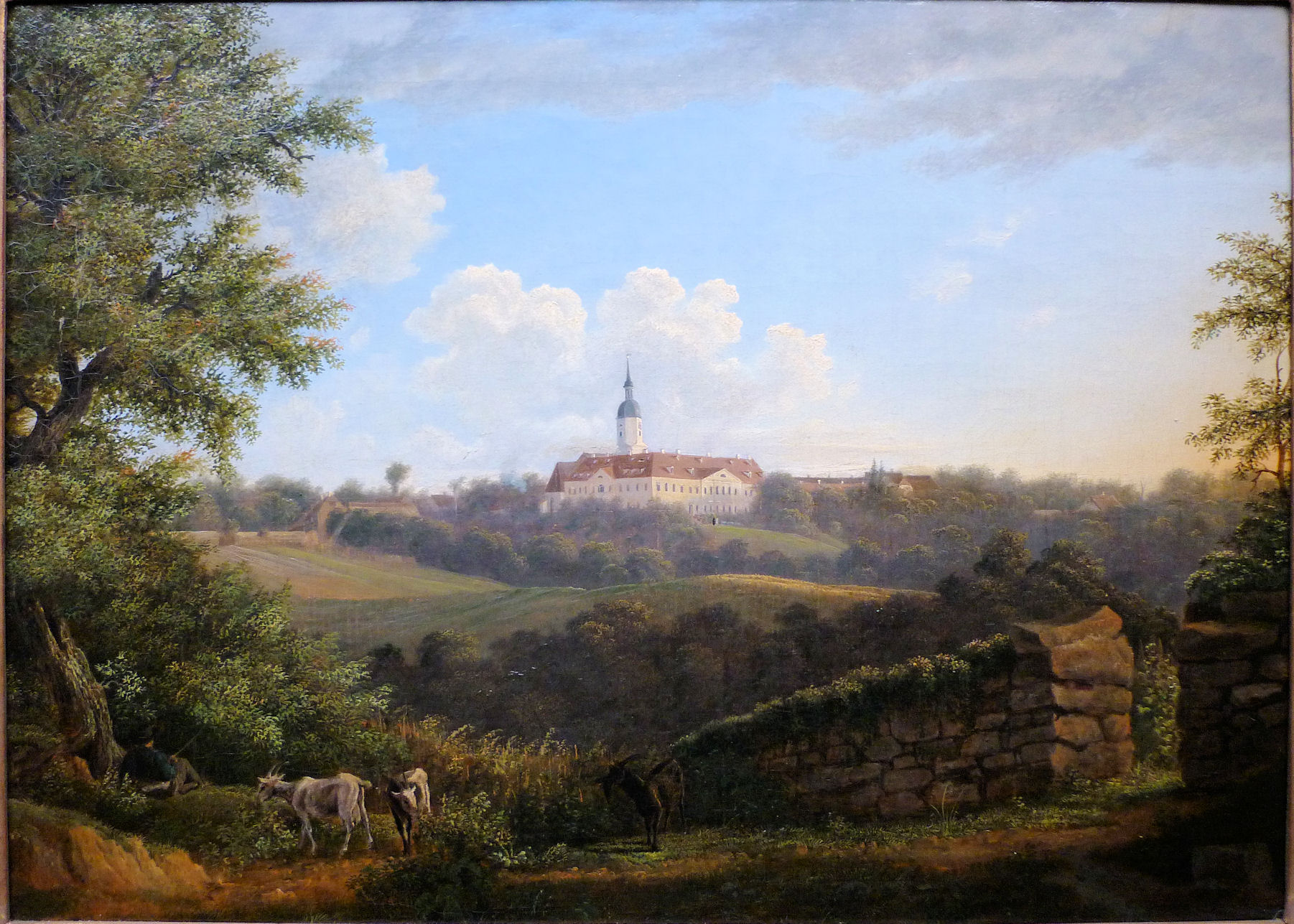
Schloss Weistropp (1832, Robert Krause)

Weistropp ist ein Ortsteil der Ortschaft Klipphausen in der gleichnamigen Gemeinde im Landkreis Meißen, Sachsen.

## Geographie
Weistropp liegt im als Wilsdruffer Land bezeichneten Teil des Meißner Hochlands nahe dem Abhang zum Elbtalkessel. Das Dorf ist umgeben von den anderen zu Klipphausen gehörenden Ortsteilen Hühndorf im Süden und Kleinschönberg im Westen sowie Wildberg im Norden, das Teil der Ortschaft Scharfenberg ist. Östlich von Weistropp verläuft die Grenze zwischen dem Landkreis Meißen und Dresden. Niederwartha als Teil der Ortschaft Cossebaude nordöstlich und Oberwartha südöstlich von Weistropp gehören bereits zur sächsischen Landeshauptstadt.
Wichtigste Straße in Weistropp ist die Wilsdruffer beziehungsweise Niederwarthaer Straße, die durch den Ortsteil in Richtung der namensgebenden Orte führt. Die diese Strecke nutzende Verkehrsgesellschaft Meißen bindet Weistropp mit der Buslinie 423 an Wilsdruff und Cossebaude an. Der Ortskern dieses Gassendorfs, in dem unter anderem die Kirche und das Schloss stehen, liegt entlang der Kirchstraße und der Dorfgasse. Um ihn herum sind mehrere Eigenheimsiedlungen entstanden. Mehrere Gebäude im Ort sind als Kulturdenkmal geschützt (siehe Liste der Kulturdenkmale in Weistropp).
In Weistropp beginnt der Kleditschbach, der auf einem 800 Meter langen Abschnitt bis zur Mündung in die Elbe bei Niederwartha die Dresdner Stadtgrenze bildet. An den Hängen des Kleditschgrunds unterhalb von Weistropp befindet sich auch das Naturdenkmal „Politische Buche“. Die Ostgrenze der Weistropper Flur markiert der im Tännichtgrund verlaufende Tännichtgrundbach, der in Niederwartha rund 100 Meter südlich der Elbe in deren Zufluss Lotzebach mündet. Westlich von Weistropp schneidet sich der Prinzbach immer tiefer ins Gelände ein, bis er oberhalb von Constappel in die Wilde Sau mündet. Umgeben ist Weistropp von landwirtschaftlich genutzten Hochflächen und flachen Kuppen, darunter der Breite Berg im Westen und der Gohlberg im Nordwesten.

## Ortsname
Der Ortsname Weistropp wurde 1233 in Zusammenhang mit der Nennung eines „plebanus de Wizdrop“, also eines Pfarrers von Weistropp, erstmals urkundlich erwähnt. Da sich die genaue Herkunft nicht rekonstruieren lässt, wird der Ortsname auf verschiedene Weise erklärt. Sprachwissenschaftler Ernst Eichler sucht nach altsorbischen Wurzeln und führt das Toponym auf den Personennamen „*Vyšetrop“ zurück, den er wiederum aus den altsorbischen Wurzeln „vyše“ (dt.: höher) und „trop“ (dt.: Spur) zusammensetzt.
Eine weitere Erklärungsmöglichkeit Eichlers ist eine Zusammensetzung aus „vy“ (dt.: aus) und „strop“ (dt.: Zimmerdecke, Diele). Verbreitet ist die Annahme, dass der Ortsname mit dem oberhalb von Niederwartha gelegenen ehemaligen Burgwart Woz in Zusammenhang steht. Vom um 1900 in Weistropp tätigen Pfarrer Schönberg stammt die These, der Name geht auf norddeutsche Kolonisten zurück, die ihn von ihrem schleswigschen Heimatdorf mitbrachten.
Im Jahr 1271 wurde ein „Theodericus de Wiztrop“ erwähnt. Für die folgenden Jahrhunderte sind eine Vielzahl unterschiedlicher Schreibweisen für den Ortsnamen verbürgt, darunter „Wiztrob“, „Wystrob“, „Wystroppe“, „Wystrup“, „Wiestrop“, „Wystorp“, „Weistrop“ und „Weistorff“. Zeigt besonders die letztgenannte Form, dass der zweite Teil des Ortsnamens vorübergehend auch an das deutsche „-dorf“ angelehnt wurde, heißt der Ort im Jahr 1551 dann „Weistropp“. Im 18. und 19. Jahrhundert war auch die Schreibweise „Weißtropp“ gebräuchlich.

## Geschichte

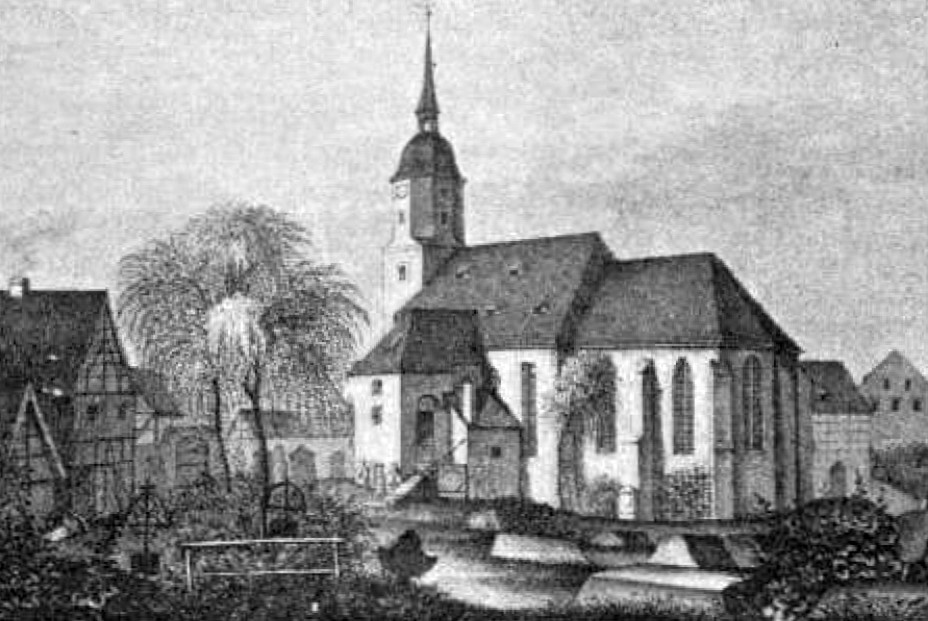
Kirche Weistropp um 1840

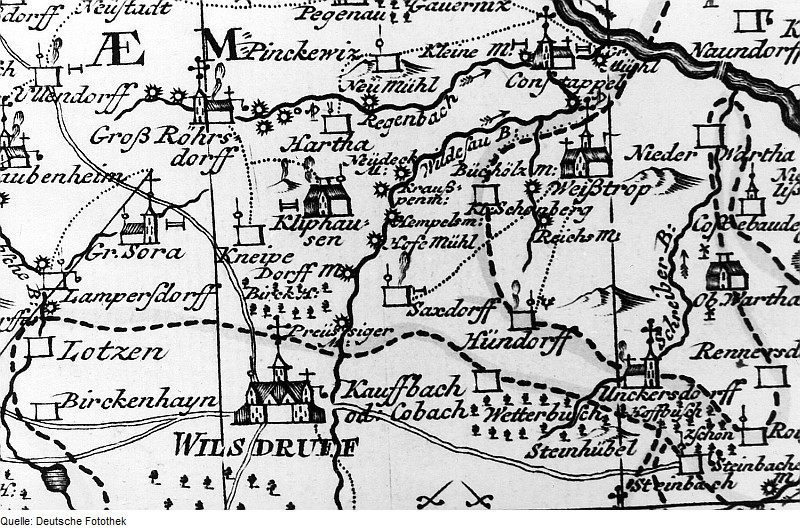
„Weißtrop“ auf einer Karte des Amtes Meißen von 1750

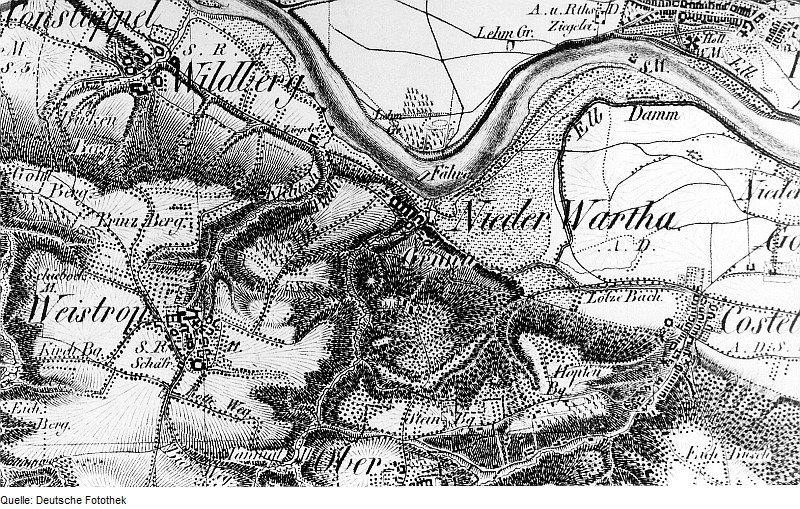
„Weistrop“ und seine Nachbarorte auf einer Karte aus dem 19. Jahrhundert

Schätzungen zufolge ist das Weistropper Gebiet bereits vor dem Jahr 1000 besiedelt worden. In diese Zeit fällt auch die Gründung des Dorfes, das als solches erstmals 1287/88 erwähnt wurde, als Friedrich von Schönburg dem Pfarrer Godofredus das Kloster Geringswalde und einen Teil von Weistropp überließ. Es war von Bauern bewohnt und hatte eine Block- und Streifenflur. Weistropp zählte verwaltungsmäßig 1378 zum Castrum Dresden und seit 1537 zum Amt Dresden. Ab 1856 unterstand der Ort dem Gerichtsamt Wilsdruff und gehörte seit 1875 zur Amtshauptmannschaft Meißen, aus der der gleichnamige Landkreis hervorging.
Für das Jahr 1413 ist ein Sattelhof beziehungsweise Vorwerk im Ort nachweisbar. Im Jahr 1511 wurde der erste Lehrer Weistropps erwähnt. Die Grundherrschaft und die damit verbundene Erb- und Obergerichtsbarkeit übten seit der Wiedervereinigung beider Dorfteile – den seit 1287/88 der Kirche unterstehenden Teil kaufte Bernhard von Rothschütz 1543 von der Äbtissin Ursula von Leutzsch zurück – vollständig die jeweiligen Besitzer des ortsansässigen Ritterguts aus. Sie ließen 1601 auch den heutigen Schlossbau errichten. Die Pest brach in Weistropp erstmals im Jahr 1613 aus und forderte zwei Tote. Weitere Pestwellen 1630 und 1632 hatten 28 beziehungsweise 113 Tote zur Folge.
Vor dem Dreißigjährigen Krieg flüchteten die Weistropper Bauern 1632 auf die Elbinseln bei Gauernitz und Gohlis. Anlässlich des Waffenstillstands von Kötzschenbroda fand 1645 im Steinbruch im Tännichtgrund ein Bittgottesdienst statt. Zwischen Mai und September 1762 wüteten dann die Kämpfe des Siebenjährigen Kriegs in und um Weistropp. Auf dem südlich des Dorfes gelegenen Galgenberg fand 1768 die letzte Hinrichtung statt.
Im Jahr 1838 kam es in Weistropp zu einem großen Dorfbrand – fünf Bauernwirtschaften brannten komplett ab. Das Schulhaus am Dorfplatz entstand 1877. Durch die Sächsische Landgemeindeordnung von 1838 war das Dorf inzwischen zur Landgemeinde geworden. Ihre Flur war im Jahr 1900 etwa 419 Hektar groß. Am 1. Juli 1950 wurde Kleinschönberg eingemeindet. Weistropp vereinigte sich am 1. Januar 1994 mit Röhrsdorf und Klipphausen zur Gemeinde Klipphausen, die am 1. Januar 1999 durch die Eingemeindung von Gauernitz und Scharfenberg nochmals beträchtlich vergrößert wurde. Heute ist Weistropp einer von mehr als 40 Ortsteilen dieser Gemeinde.
In jüngerer Vergangenheit forderten Weistropper Einwohner den Bau einer Ortsumgehung. Sie prognostizierten einen drastischen Anstieg des Durchgangsverkehrs durch ihren Ort nach der Fertigstellung der Elbbrücke Niederwartha Ende 2011 und befürchteten, dass Autofahrer auf dem Weg nach Wilsdruff zur A 4 Weistropp als Abkürzung durchfahren.

## Einwohnerentwicklung
| Jahr | Einwohner                                 |
| ---- | ----------------------------------------- |
| 1551 | 13 besessene Mann, 9 Gärtner, 22 Inwohner |
| 1764 | 26 besessene Mann, 3 Gärtner, 3 Häusler   |
| 1834 | 347                                       |
| 1871 | 376                                       |
| 1890 | 448                                       |
| 1910 | 546                                       |
| 1925 | 543                                       |
| 1939 | 669                                       |
| 1946 | 842                                       |
| 1950 | 1382                                      |
| 1964 | 1069                                      |
| 1990 | 764                                       |
| 2000 | siehe Klipphausen                         |

## Gebäude

### Schloss

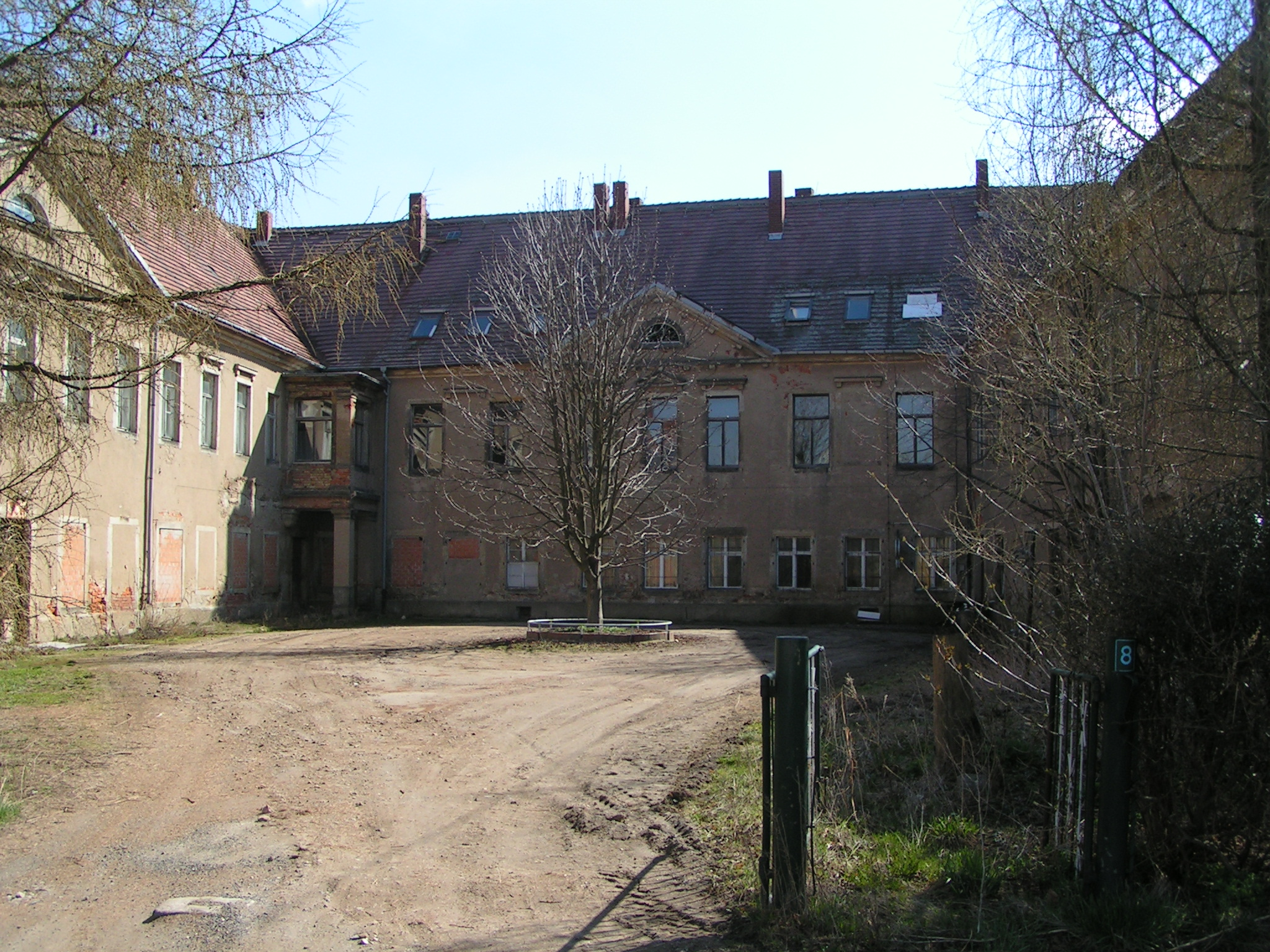
Schloss Weistropp vor der Sanierung, 2006

Weistropp war eine Grenzfestung des Gaus Nisan. Die alte Festung wurde zu Beginn des 13. Jahrhunderts abgebrochen und durch einen Neubau an gleicher Stelle ersetzt. Im ausgehenden Mittelalter unterstand sie unter anderem den Adelsgeschlechtern Miltitz, Schönburg, Karras und Rothschütz. Als altschriftsässiges Rittergut wurde sie 1551 erwähnt. Dieses ging 1590 auf den Hausmarschall Heinrich von Eckersberg über, der 1601 die von den Miltitzen erbaute Burg abreißen ließ. An ihrer Stelle entstand die bis heute erhaltene, aber baulich teils veränderte dreiflüglige Schlossanlage.
Im 17. Jahrhundert begründete ein Gutsherr von Güntherode die Weißtropper Linie dieses Adelsgeschlechts. Der Oberküchenmeister Adolph Freiherr von Seifertitz ließ 1723 das Schloss durch einen Flügel mit der Kirche verbinden. Durch Heirat ging der Besitz 1745 auf den sächsischen Abenteurer und russischen General Gottlob Curt Heinrich von Tottleben über. Dessen Familie verkaufte das Rittergut schließlich an den österreichischen Generalkonsul Jacob von Krause, dessen Neffe Robert Krause 1832 das Schloss malte. Um 1860 lebte der Bourbone Karl II. Ludwig Herzog von Parma als Privatmann auf Weistropp, nachdem er 1849 zugunsten seines Sohnes abgedankt hatte.
Bis heute sind verschiedene Baustile am Gebäude erkennbar, wobei klassizistische Elemente vorherrschen. Nachdem das Schloss jahrzehntelang dem Verfall preisgegeben worden und zeitweise ein Jugendclub darin untergebracht war, ist es nach erneuten Eigentümerwechseln bis 2016 saniert und mit Wohnungen versehen worden. Die ehemalige Schlossgärtnerei in der Nachbarschaft mit ihrem Bruchsteinmauerwerk wurde 1993 erneuert und beherbergt heute ein Mediationszentrum.

### Kirche

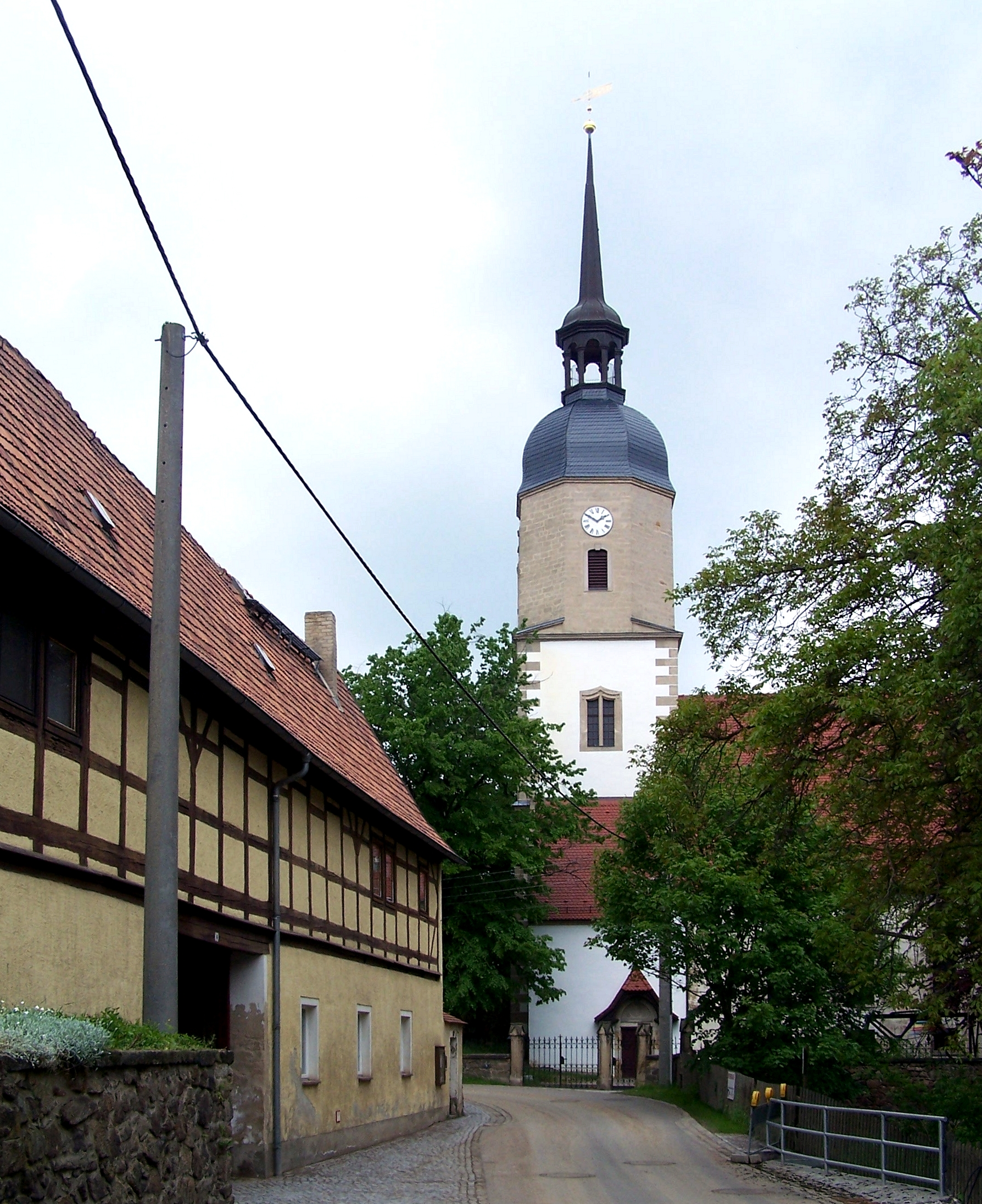
Kirche

Bereits die Ersterwähnung des Ortsnamens Weistropp von 1233, als mit der Bezeichnung „plebanus de Wizdrop“ ein Weistropper Pfarrer in einer Urkunde auftaucht, weist auf das frühe Vorhandensein einer Kirche oder kleinen Kapelle hin. Diese wurde im Laufe der Jahrhunderte mehrfach um-, möglicherweise sogar neugebaut, so auch 1499. Um 1500 war die Weistropper Kirche eine Pfarrkirche des Archidiakonats Nisan. Taufstein und Kanzel stammen aus den Jahren 1602 beziehungsweise 1607. An der Kanzel sind die Stifter dargestellt, ein Ehepaar aus der früheren Gutsherrnfamilie von Güntherode. Seit 1723 konnten die Grundherrn über einen Durchgang in einem neuen Gebäudeflügel ihre Patronatsloge direkt vom Schloss aus erreichen. Im Jahr 1725 leitete George Bähr, der Baumeister der Dresdner Frauenkirche, eine barocke Umgestaltung des Innenraums.
Zur Kirchgemeinde gehören neben der Pfarrkirche in Weistropp auch die Filialkirche in Unkersdorf und die St.-Nikolaus-Kirche in Constappel. Nach Weistropp eingepfarrt sind Hühndorf, Kleinschönberg, Niederwartha und Wildberg, bis 1903 gehörte auch Sachsdorf dazu. Weithin sichtbar ist der 49 Meter hohe Kirchturm, ein Wahrzeichen Weistropps. Die Kirchglocken stammen aus dem Jahr 1949. Zu ihrer Herstellung gaben die Gemeindeorte 100 Zentner Hufeisen. Einer der Vorläufer dieses Geläuts, eine 1836 eingeschmolzene Glocke, soll die römische Jahreszahl „MIV“ (1004) getragen haben. Das benachbarte Pfarrhaus wurde 1666 neu errichtet und der Nordflügel des bis 1900 dort befindlichen Vierseithofes 1782 zur Wohnung umgebaut. Nach seinem Freitod in der Elbe vermutlich am 15. April 1878 wurde der Dresdner Architekt und Maler Woldemar Hermann im Kirchhof bestattet. Einige 100 Meter südlich der Kirche befindet sich an der Kleinschönberger Straße der Weistropper Friedhof.

### Tännichtmühle

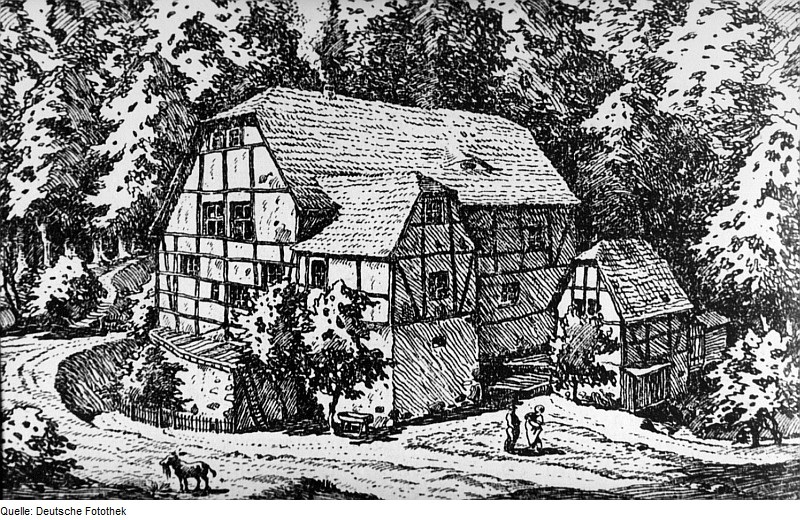
Zeichnung der 1872 abgebrannten Weistropper Tännichtmühle

In der Nähe des alten Steinbruchs im Tännichtgrund ließ Bernhard von Rothschütz 1553 östlich der Ortslage Weistropp die Tännichtmühle errichten. Sie kam 1709 ins Eigentum des sagenumwobenen „Teufelsmüllers“ Andreas Reiff. Durch Brandstiftung endete 1872 die Geschichte der Mühle, die daraufhin abgerissen wurde.

## Vereine
In Weistropp sind mehrere Vereine ansässig, darunter der „Förderverein Weistropp e. V.“, der sich für die Interessen der örtlichen Bevölkerung einsetzt. Der „Weistropper Sportverein e. V.“ bietet Fußball in verschiedenen Altersklassen an. Seit 1966 besteht der „Hundesportverein Am Galgenberg e. V.“